# Jay Clarke
Jay Alexander Clarke (Derby, Inglaterra, 27 de julio de 1998) es un tenista profesional británico. Desde su debut como profesional en 2016, Clarke ha ganado tres títulos individuales en categoría Challenger y su mejor ranking fue 153.º el 22 de julio de 2019.
En dobles ganó dos títulos Challenger: en Chennai y en Oeiras, aunque sus mejores resultados los obtuvo en Wimbledon. En 2017 llegó a la tercera ronda junto a Marcus Willis tras superar a los campeones defensores y segundos cabeza de series Nicolas Mahut y Pierre-Hugues Herbert en cinco sets. Además, en Wimbledon 2018 llegó a las semifinales del dobles mixto junto a Harriet Dart.

## Títulos Challenger

### Individuales (3)
| N.º | Fecha               | Torneo                   | Superficie    | Oponente en la final     | Resultado             |
| --- | ------------------- | ------------------------ | ------------- | ------------------------ | --------------------- |
| 1.  | 29 de julio de 2018 | Challenger de Binghamton | Pista dura    | Jordan Thompson          | 6-7 (6), 7-6 (5), 6-4 |
| 2.  | 21 de abril de 2019 | Challenger de Nanchang   | Tierra batida | Prajnesh Gunneswaran     | 6-4, 6-3              |
| 3.  | 1 de mayo de 2022   | Challenger de Morelos    | Pista dura    | Adrián Menéndez Maceiras | 6-1, 4-6, 7-6(5)      |

### Dobles (2)
| No. | Fecha                 | Torneo                | Superficie | Compañero     | Rival en la final              | Resultado           |
| --- | --------------------- | --------------------- | ---------- | ------------- | ------------------------------ | ------------------- |
| 1.  | 18 de febrero de 2023 | Challenger de Chennai | Pista dura | Arjun Kadhe   | Sebastian Ofner ino Serdarušić | 6-0, 6-4            |
| 2.  | 6 de enero de 2024    | Challenger de Oeiras  | Pista dura | Marcus Willis | Théo Arribagé Michael Geerts   | 6-4, 6-7(9), [10-3] |